# Оваджик
Оваджик (на гръцки: Δρυμότοπος, Дримотопос, до 1927 година Οβατζίκ, Овадзик) е село в Република Гърция, разположено на територията на дем Бук (Паранести), област Източна Македония и Тракия.

## География
Селото е разположено в планината Урвил (Леканис) на надморска височина от 960 m.

## История
В края на XIX век Оваджик е село в Драмска кааза на Османската империя. След Междусъюзническата война попада в Гърция. Изпуснато е в преброяването от 1913 година, а в 1920 година има 53 жители. В 1923 година населението на Оваджик е изселено в Турция по силата на Лозанския договор, а в селото са настанени гръцки бежанци. През 1927 година името на селото е сменено на Дримотопос. Към 1928 година селото е изцяло бежанско със 7 семейства и общо 22 души.
Селото пострадва силно по време на Гражданската война (1946 - 1949) година, когато цялото му население е изселено в Ола. В преброяването от 1951 година не се споменава. В 1961 година има 40 жители, но по-късно те се изселват в Ола.
| Година    | 1913 | 1920 | 1928 | 1940 | 1951 | 1961 | 1971 | 1981 | 1991 | 2001 | 2011 | 2021 |
| --------- | ---- | ---- | ---- | ---- | ---- | ---- | ---- | ---- | ---- | ---- | ---- | ---- |
| Население |      | 53   | 48   | 163  |      | 40   |      |      | 12   | 40   | 1    | 5    |